# Environmentální zdroj

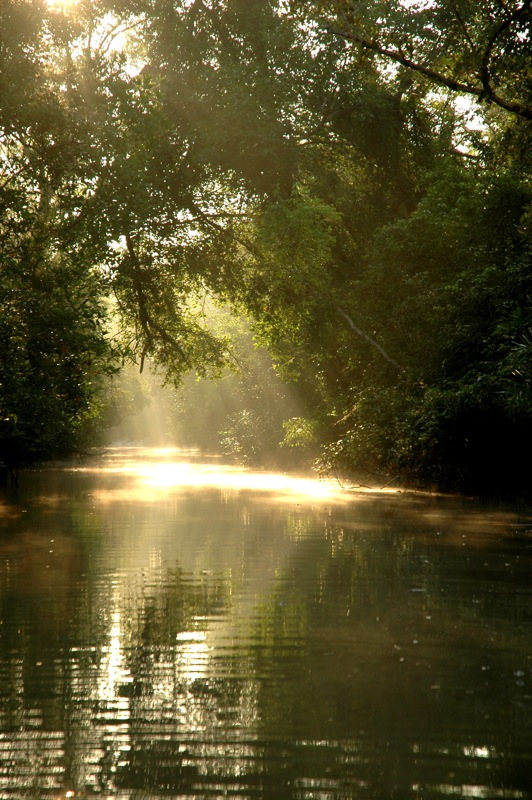
Bezplatně využívané složky přírody, stojící obvykle mimo ekonomiku, jako je sluneční svit nebo vodstvo, patří k environmentálním zdrojům

Environmentální zdroje (zdroje životního prostředí) jsou všechny složky přírody, které umožňují vznik a existenci všech forem života na Zemi. Základními funkcemi environmentálních zdrojů jsou:
- zásoby přírodních zdrojů
- zdroj života
- vytvoření krajiny
- úložiště odpadů

Jednotlivé environmentální zdroje mohou plnit současně i více funkcí – např. les, který je přírodním zdrojem, vytváří krajinu i pomáhá udržovat život. Mezi jednotlivými funkcemi může existovat i substituční vztah. Mezi hlavní environmentální zdroje patří různé ekosystémy, které jsou souborem přírodních podmínek nutných pro vznik prostředí umožňujícího existenci nějaké formy života (moře, pevnina).